# Campanula heterophylla
Campanula heterophylla är en klockväxtart som beskrevs av Carl von Linné. Campanula heterophylla ingår i släktet blåklockor, och familjen klockväxter. Inga underarter finns listade i Catalogue of Life.